# Mariahilfer Straße
Mariahilfer Straße je jedna z největších a nejznámějších nákupních ulic Vídně. Spojuje vídeňské Vnitřní Město (Innere Stadt) s 14. městským okresem Penzing. Název má podle 6. vídeňského okresu Mariahilf. Nese ho od roku 1897.

## Popis
Tato nákupní třída se neoficiálně dělí na dvě části, Vnitřní (Innere Mariahilfer Straße) a Vnější (Äußere Mariahilfer Straße).

### Vnitřní Mariahilfer Straße
1,8 km dlouhý úsek vede od Obilného trhu (Getreidemarkt) či od Muzejního náměstí (Museumsplatz) až k Mariahilfskému okruhu (Mariahilfer Gürtel). Od připojení vídeňských předměstí k městu v roce 1850 tvořil hranici mezi 6. obvodem (Mariahilf) a 7. obvodem (Neubau). Jeho prodloužením v severovýchodním směru je Babenberská ulice (Babenbergerstraße).

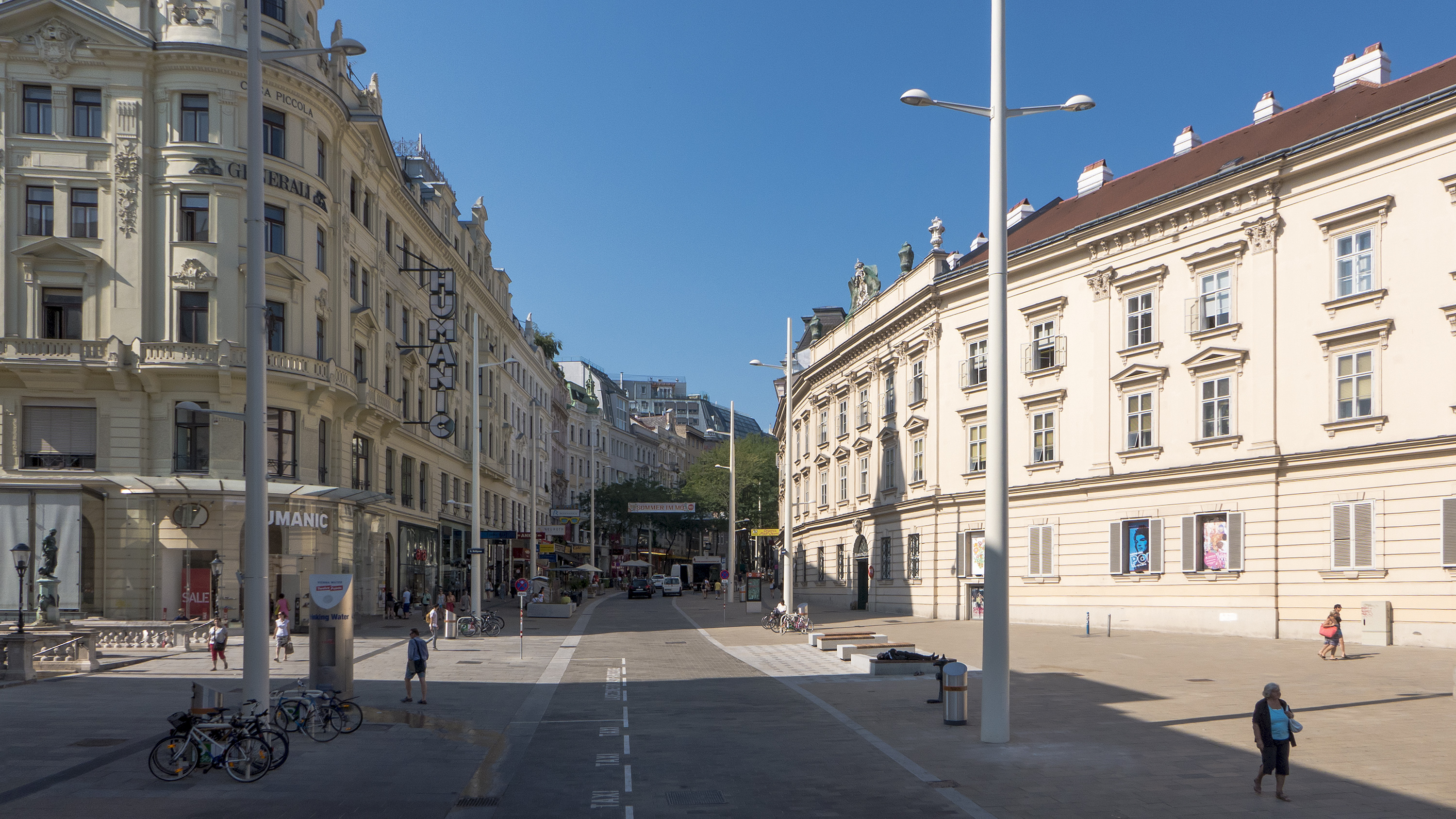
Počátek u MuseumsQuartier
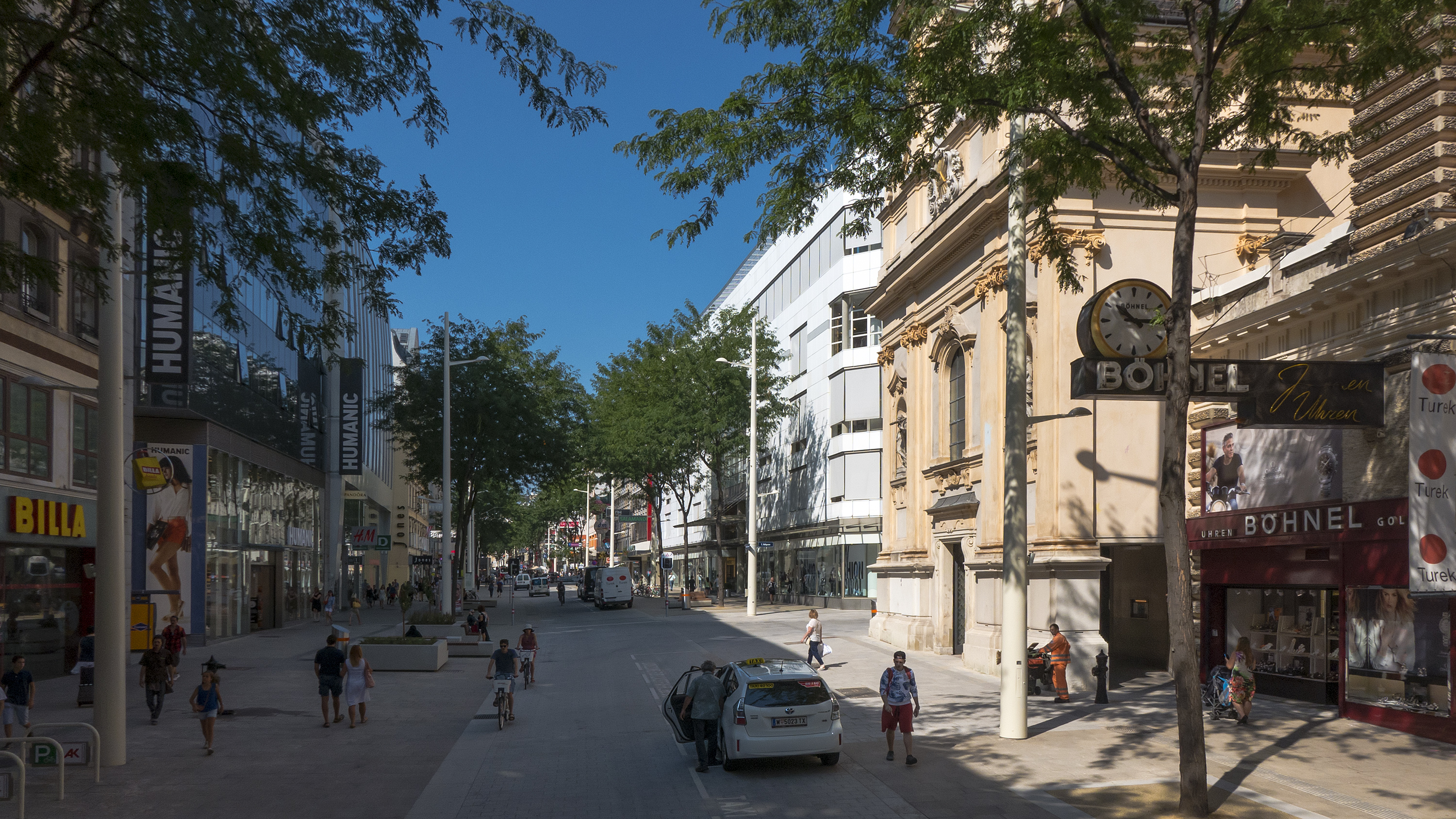
V oblasti Stiftgasse
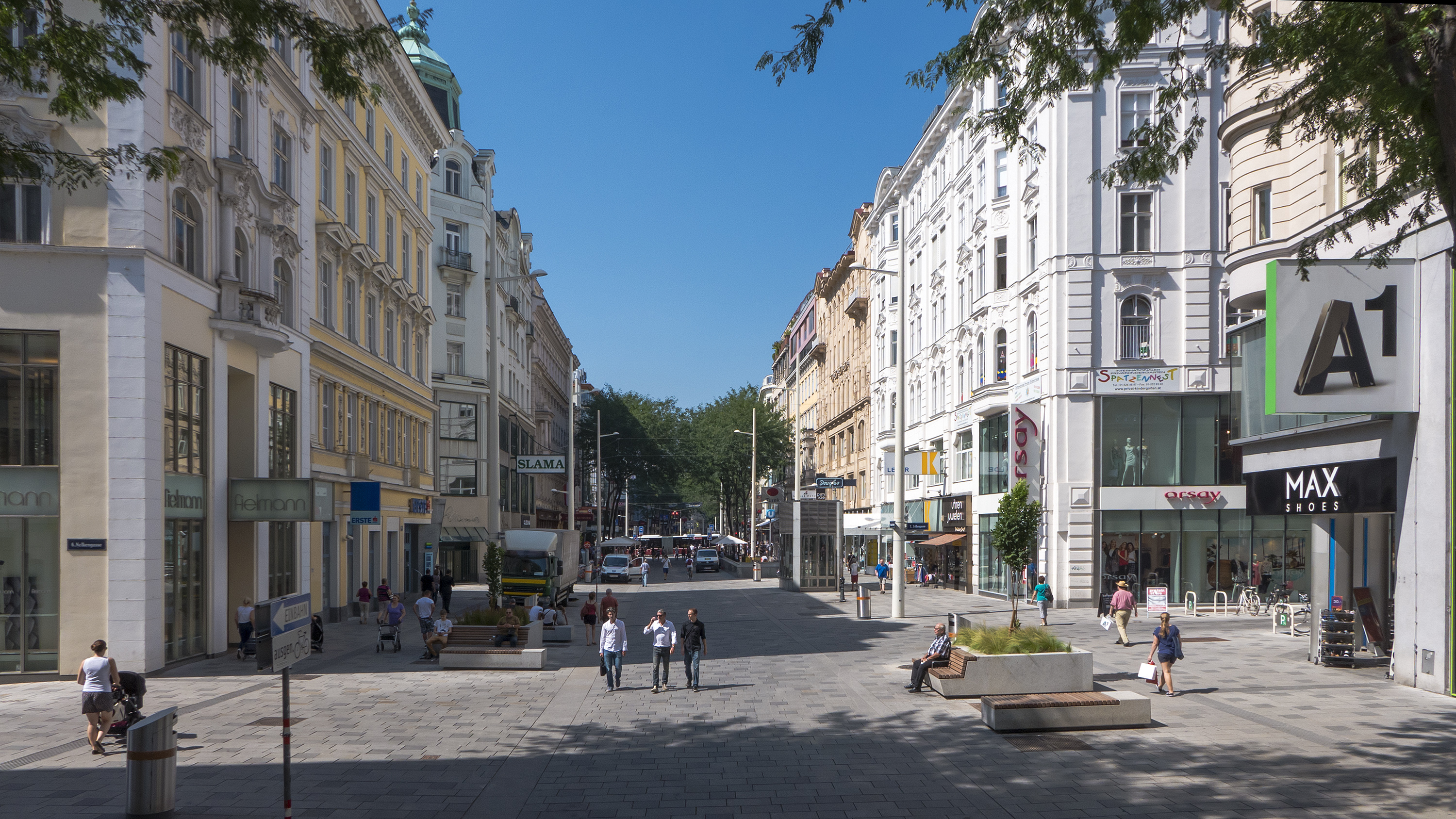
V oblasti Nelkengasse
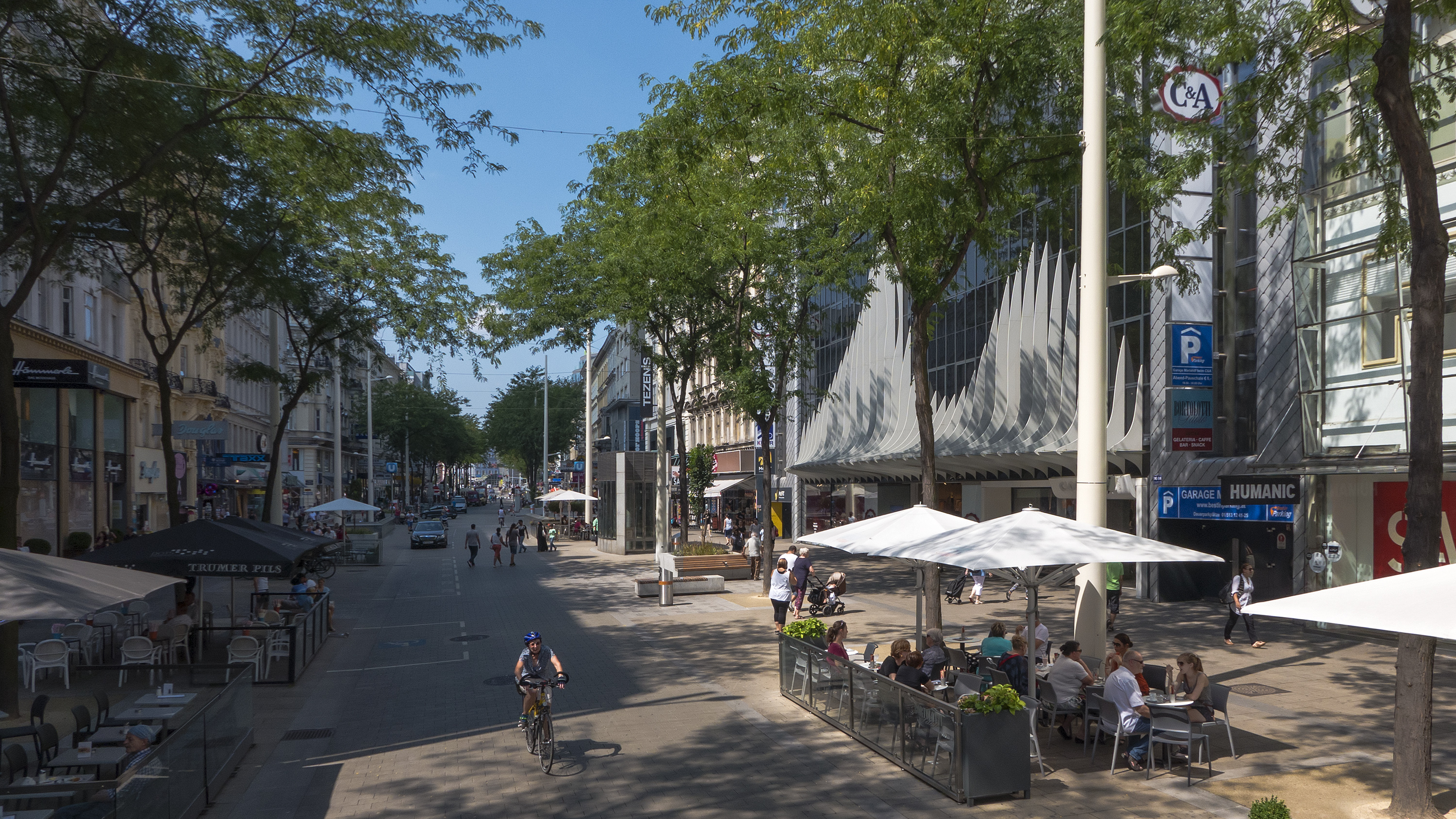
V oblasti Zieglergasse
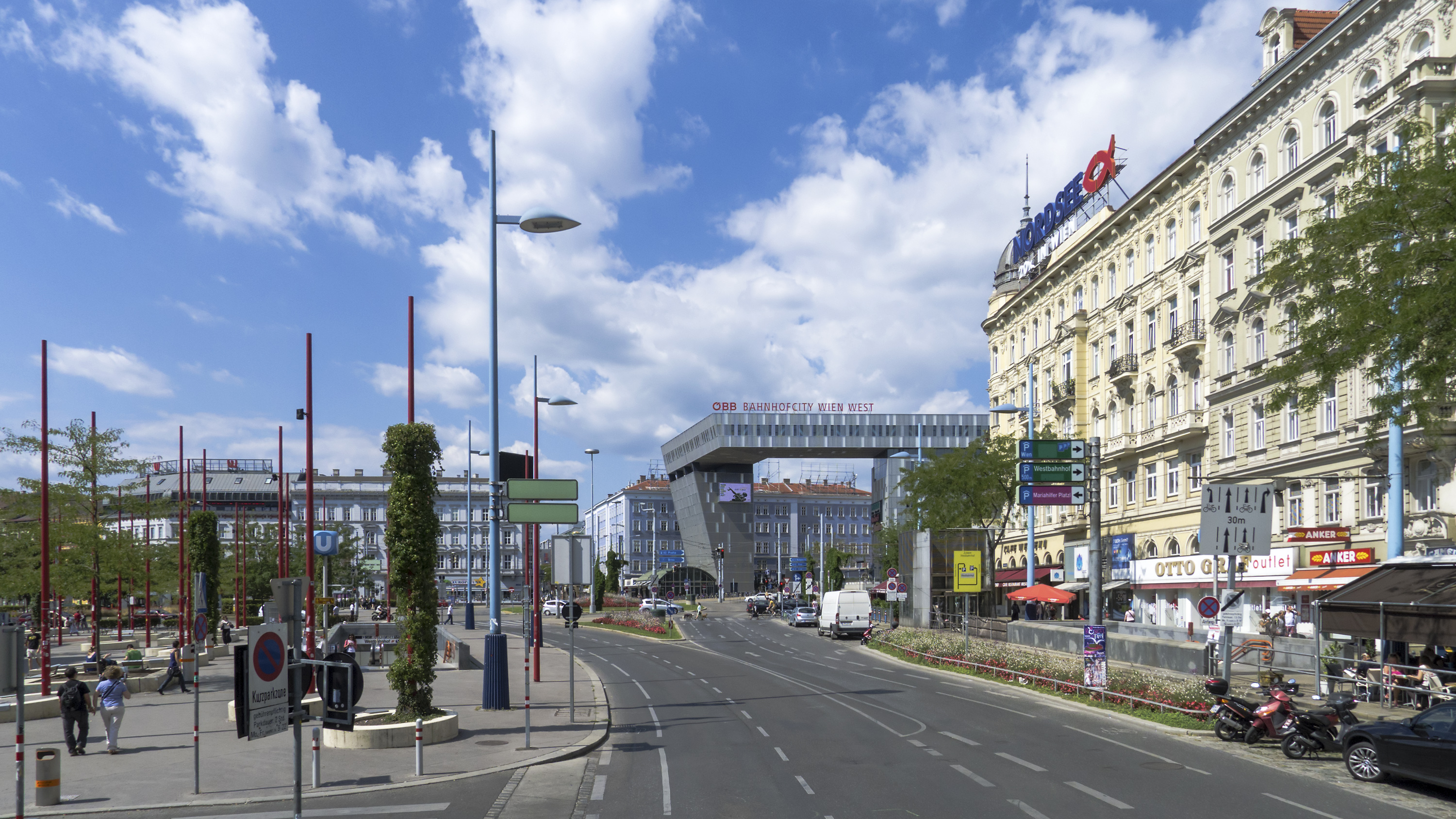
U náměstí Christiana Brody směrem k Západnímu nádraží

### Vnější Mariahilfer Straße
Tento úsek je dlouhý 1,9 km a prochází 15. obvodem (Rudolfsheim-Fünfhaus) od Mariahilfského okruhu až k Zámecké aleji (Schlossallee) na západě města. Posledních 350 m tohoto úseku v oblasti Technického muzea se nachází ve 14. obvodu (Penzing). Jeho prodloužením v západním směru je Penzigská ulice (Penzinger Straße).

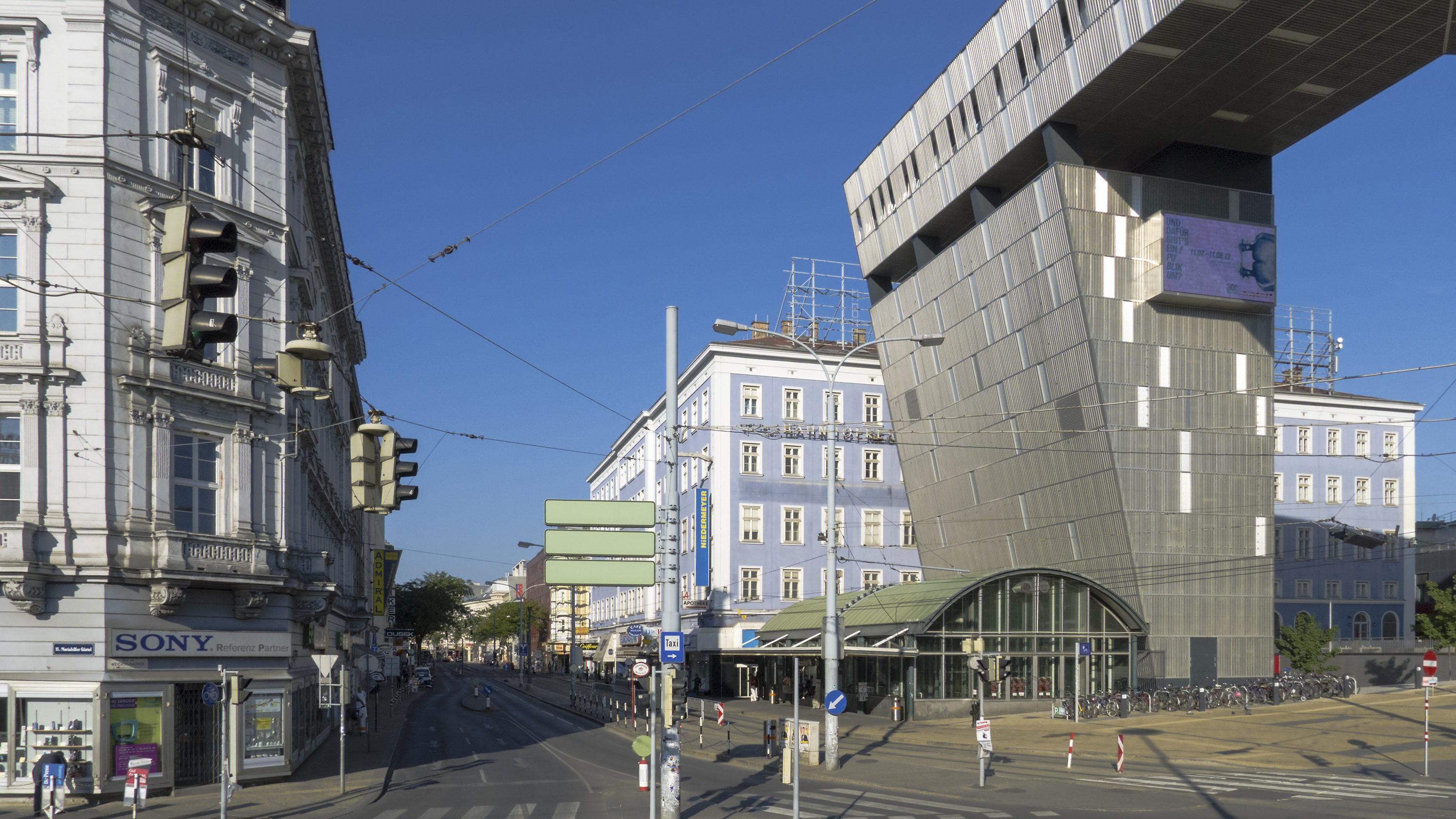
V oblasti Mariahilfer Gürtel
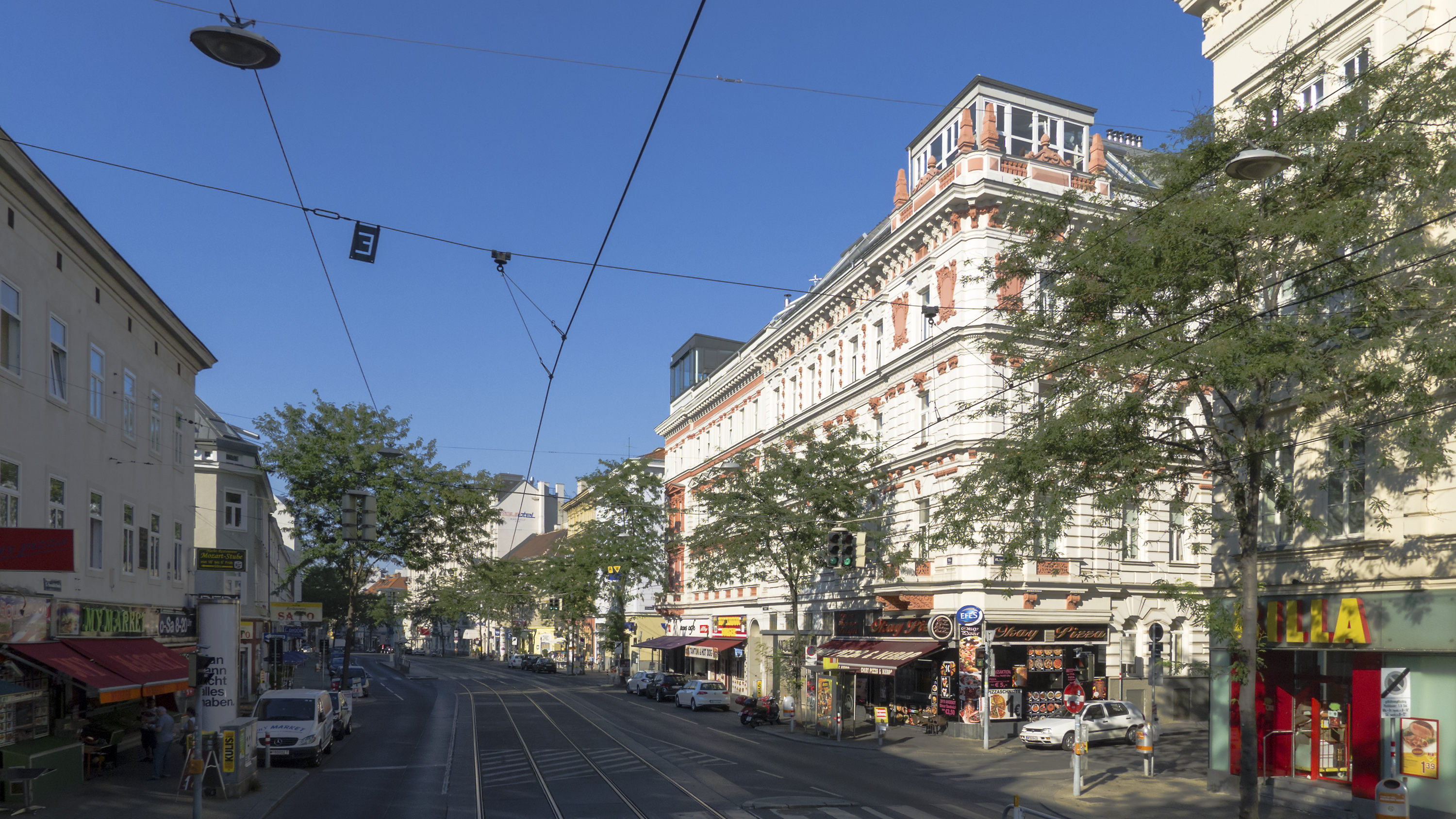
V oblasti Zwölfergasse
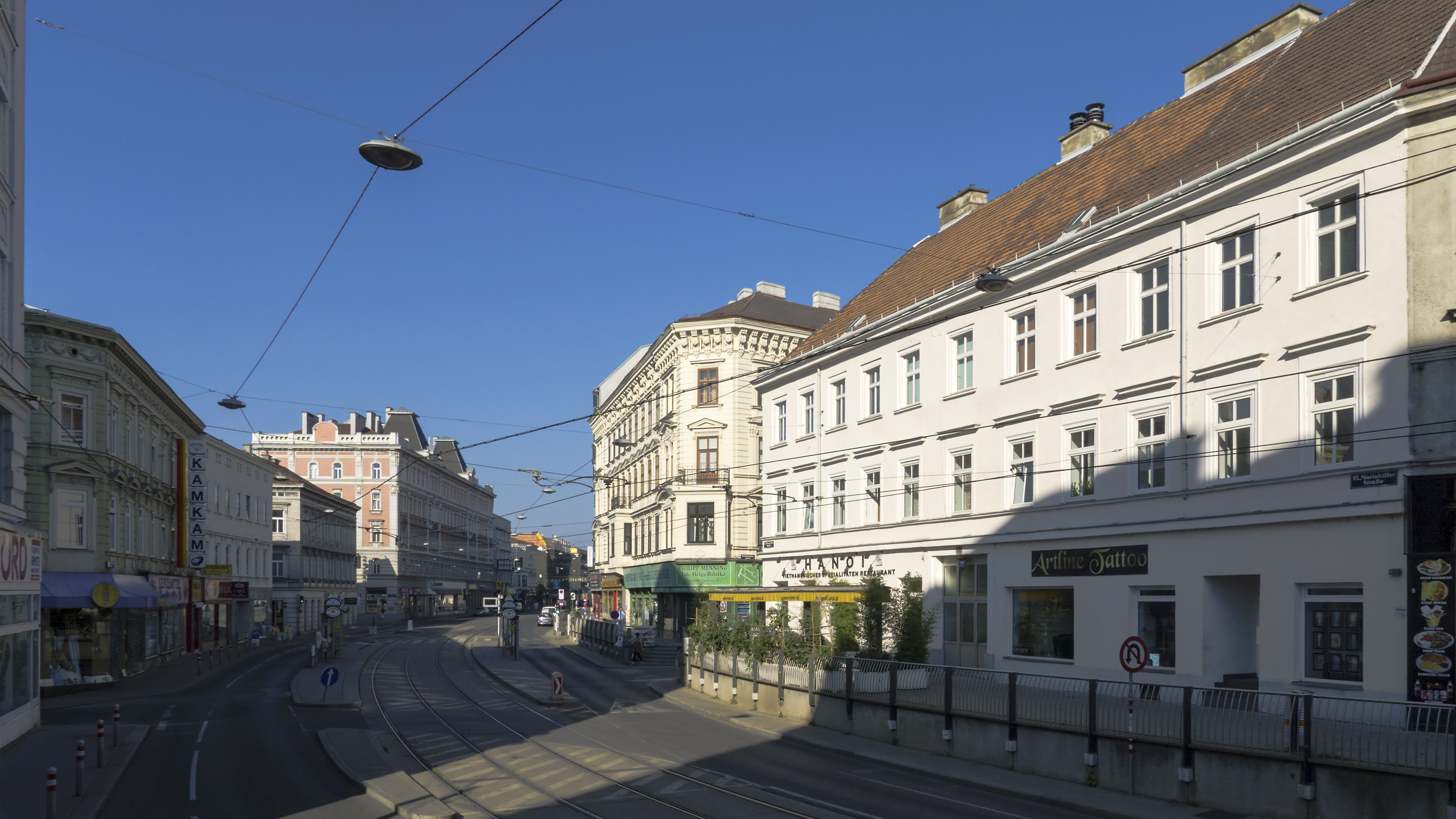
V oblasti Clementinengasse
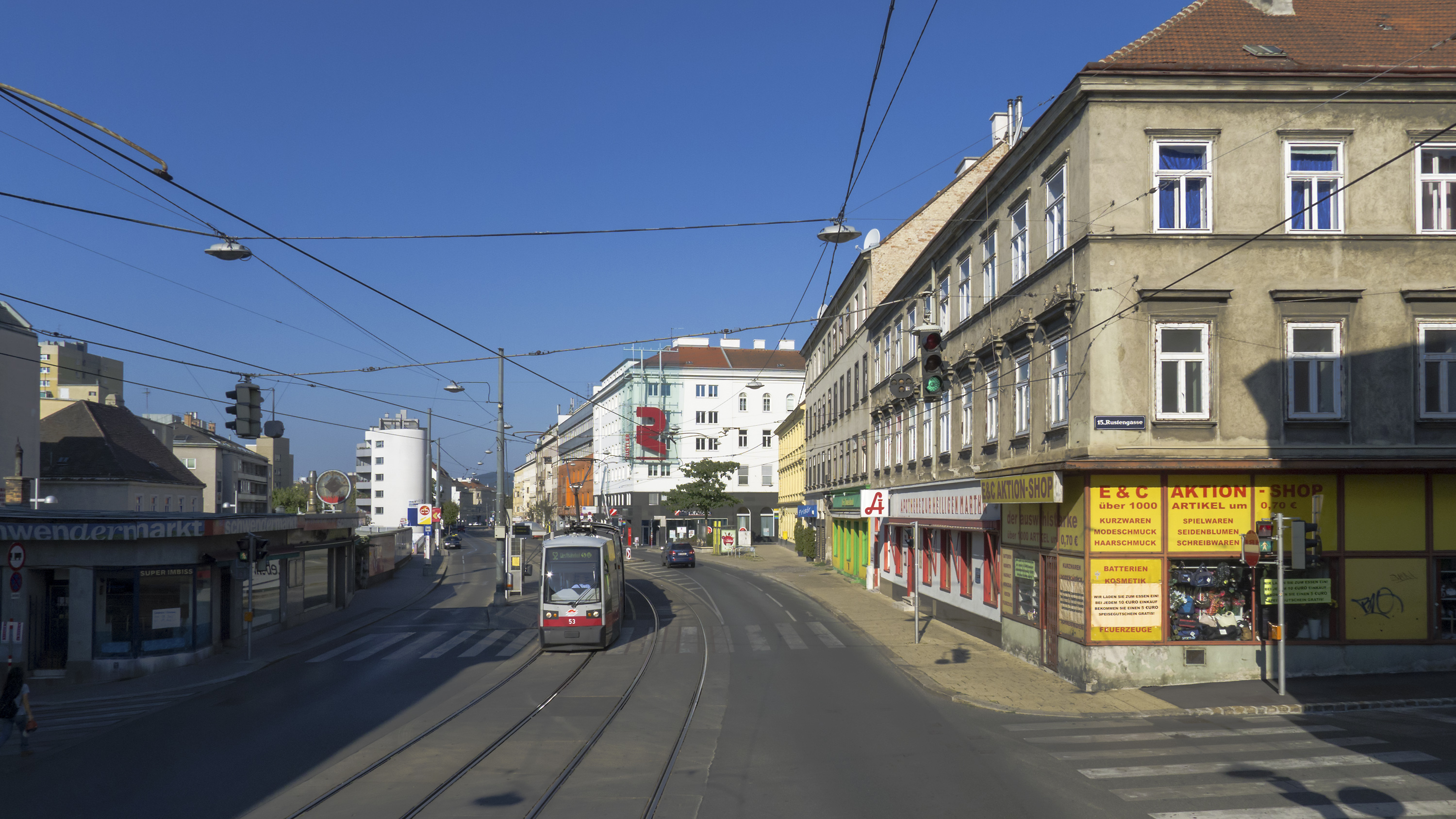
V oblasti Rustengasse
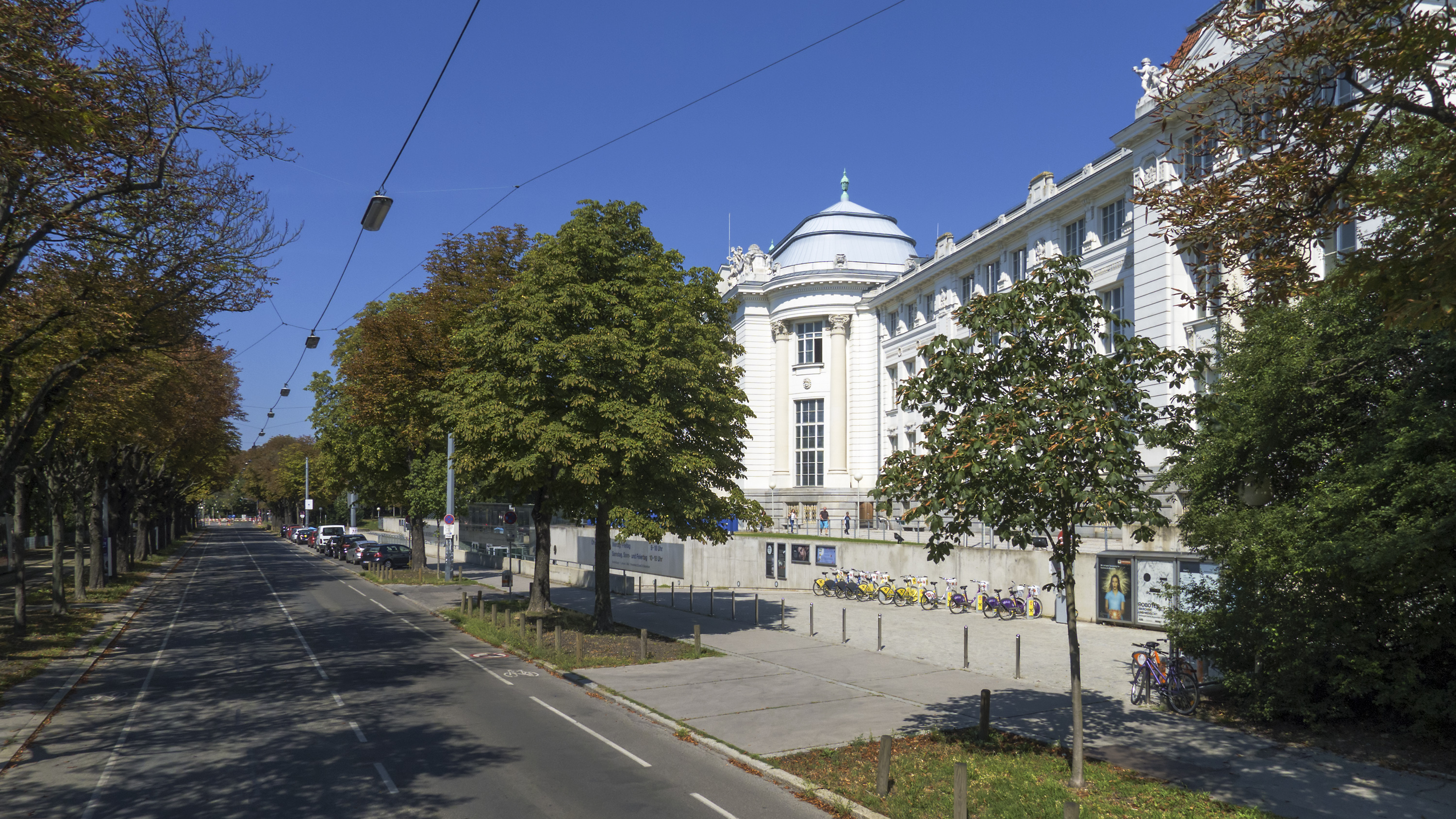
Konec u Technického muzea